# Roy Welensky

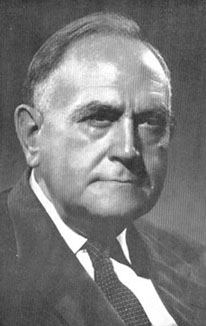
Roy Welensky, ca. 1956

Sir Raphael „Roy“ Welensky KCMG (* 20. Januar 1907 in Salisbury, Südrhodesien; † 5. Dezember 1991 in Blandford, Dorset, Vereinigtes Königreich) war ein rhodesischer Politiker. Er war von 1956 bis 1963 zweiter und letzter Premierminister der Föderation von Rhodesien und Njassaland.
Welensky, 1907 in ärmlichen Verhältnissen als Sohn eines litauischen Vaters und einer burischen Mutter geboren, arbeitete ab 1927 als Feuerwehrmann und später als Lokomotivführer bei der rhodesischen Eisenbahn (Rhodesia Railways). Von 1925 bis 1927 war er zudem nationaler Meister im Schwergewichtsboxen.
1933 wurde er nach Nordrhodesien versetzt, wo er rasch zu einem einflussreichen Gewerkschaftsfunktionär aufstieg und 1938 in den dortigen Legislativrat gewählt wurde. Zusammen mit Godfrey Huggins war er einer der eifrigsten Befürworter der Gründung der Föderation von Rhodesien und Njassaland. 
Nach der Gründung der Föderation wurde er im Dezember 1953 ins Bundesparlament gewählt und war im Kabinett Huggins zunächst Verkehrsminister, dann stellvertretender Premierminister. Nach Huggins Rücktritt 1956 übernahm er schließlich selbst das Amt des Premierministers. Er wandte sich gegen Bestrebungen der britischen Kolonialmacht, die Regierungsverantwortung in der Föderation an die schwarze Bevölkerungsmehrheit zu übergeben, und trat für eine Unabhängigkeit des Landes als Dominion innerhalb des Commonwealth of Nations unter Beibehaltung des bestehenden Wahlrechts ein, welches mit einem hohen Zensus die schwarze Bevölkerung von politischer Teilhabe praktisch vollständig ausschloss. Die Einführung des allgemeinen Wahlrechts in Nordrhodesien und Njassaland, die Unabhängigkeit dieser Territorien und die damit verbundene Auflösung der Föderation im Jahr 1963 konnte er aber nicht verhindern.
Nach dem gescheiterten Versuch, 1964 einen Sitz im südrhodesischen Parlament zu erlangen, zog er sich aus der Politik zurück. Die einseitige Unabhängigkeitserklärung Südrhodesiens 1965 unter Beibehaltung der weißen Vorherrschaft lehnte er mit Verweis auf die fehlende Zustimmung der Kolonialmacht ab. 1981 siedelte er nach Großbritannien über, wo er zehn Jahre später starb.